# Gianni Famari
Gianni Famari (ur. 1964 w Cologna Veneta) – włoski żużlowiec.

## Życiorys
Trzykrotny medalista indywidualnych mistrzostw Włoch (srebrny – 1981, 1984; brązowy – 1982), jak również złoty medalista drużynowych mistrzostw Włoch (1991) oraz pięciokrotny medalista mistrzostw Włoch par (złoty – 1989; brązowy – 1982, 1984, 1985, 1990).
Reprezentant Włoch na arenie międzynarodowej. Wielokrotny uczestnik eliminacji drużynowych mistrzostw świata (m.in. trzykrotnie półfinałów kontynentalnych – 1982, 1983, 1984) oraz indywidualnych mistrzostw świata (najlepszy wynik: Leszno 1982 – XVI miejsce w finale kontynentalnym). Uczestnik finału indywidualnego Pucharu Mistrzów (Lonigo 1990 – XV miejsce). 
W lidze brytyjskiej reprezentant klubu Halifax Dukes (1983; średnia meczowa 3,52 pkt).